# Ichneumon heterogonos
Ichneumon heterogonos är en stekelart som beskrevs av Johann Friedrich Gmelin 1790. Ichneumon heterogonos ingår i släktet Ichneumon och familjen brokparasitsteklar. Inga underarter finns listade i Catalogue of Life.